# Непесов, Арслан Сакоевич
Арслан Саккоевич Непесов (туркм. Arslan Nepesow; 1962 — 13 сентября 2024) — туркменский государственный деятель, дипломат.

## Карьера
1991 — пред. производственной ассоциации «Фармация».
1999 — 7 мая 2001 — председатель Торгово-промышленной палаты Туркменистана.
30 апреля 1998 — 11 января 1999 — заместитель министра здравоохранения и медицинской промышленности Туркменистана — председатель Производственно-фармацевтической ассоциации Министерства здравоохранения и медицинской промышленности Туркменистана (по совместительству).
5 июня 1998 — 11 января 1999 — заместитель Генерального директора по коммерческой работе Международного медицинского центра имени С. А. Ниязова (по совместительству).
4 июля 2000 — 21 августа 2000 — председатель Государственного объединения «Туркменхалы» (по совместительству).
21 августа 2000 — 23 ноября 2001 — государственный министр — председатель Государственной акционерной корпорации «Туркменхалы» (по совместительству).
7 мая 2001 — 9 марта 2006 — председатель Государственного комитета Туркменистана по туризму и спорту. Одновременно — председатель Национального Олимпийского комитета Туркмении (до марта 2006).
22 февраля 2007 — 18 марта 2008 — Чрезвычайный и Полномочный посол Туркменистана в Украине.
18 марта 2008 года уволен «за серьёзные недостатки в работе». Лишён дипломатического ранга Чрезвычайного и Полномочного Посла. Арестован.

## После отставки
В июне 2008 года приговорён к 7 годам лишения свободы. По приговору он должен был выйти в 2015 году, однако впоследствии ему добавили срок и, как сообщалось, перевели в тюрьму Овадан-Депе.
Умер 13 сентября 2024 года в тюрьме. Причиной смерти стала болезнь сердца.

## Семья
- Дед — Непесов, Гаип, туркменский советский историк, академик Академии наук Туркменской ССР[1].
  - Отец — Непесов, Сакко[4]
    - Брат — Непесов, Батыр, юрист, бывш. генеральный директор АОЗТ «Дипсервис» (Ашхабад)[4]